# 唐努旗
唐努旗全称唐努乌梁海旗，清代蒙古旧旗名。乾隆二十二年（1757年）至二十七年（1762年）之間置於唐努烏梁海地區。其地在今俄罗斯图瓦共和国境内唐努山北麓。
烏梁海原為和托輝特部貝勒青袞雜卜屬民，唐努旗居民屬图瓦人特斯部落。乾隆二十一年（1756年）青袞雜卜叛亂，兵敗後被處死。特斯部落被編為一旗，又稱唐努烏梁海旗。唐努旗設總管一人，轄四佐領，隸屬於烏里雅蘇臺將軍。乾隆後期，唐努旗總管掌管“唐努烏梁海五旗總管之印”，後升為副都统衔。起初唐努旗总管兼領唐努烏梁海其全部五旗事務；1872年（同治十一年）库苏古尔旗总管单独给印；1900年（光绪二十六年）克穆齐克旗总管单独给印；最后唐努旗副都统衔总管管辖范围缩小到唐努、萨拉吉克、托锦三旗。
清末，俄羅斯人進入唐努旗地界定居。外蒙古獨立也影響到唐努烏梁海，1912年2月唐努旗副都統衔总管貢布多爾濟宣佈屬下三旗獨立，並請求俄國出兵保護。此舉遭到另外兩旗的反對，該二旗更希望加入新獨立的蒙古博克多汗國。1914年俄羅斯出兵進駐，设烏梁海邊疆區。俄國內戰期間為蘇俄紅軍、白軍爭奪地區。1919年10月，一度由庫倫辦事大員公署秘書長嚴式超率中國軍隊收復。1921年，该地先後被白俄、蘇俄軍隊佔領。革命後，保护领时期的旧区划被图瓦人民革命党废除，图瓦彻底重组为7个旗（区），除萨拉吉克旗外，其他6旗都按照地理实体命名。1944年唐努图瓦被蘇聯秘密吞併。